# Psammobatis lentiginosa
Psammobatis lentiginosa es una especie de pez de la familia de los Rajidae en el orden de los Rajiformes.

## Morfología
Los machos pueden llegar a alcanzar los 49 cm de longitud total.

## Reproducción
Es ovíparo y las hembras ponen huevos envueltos en una cápsula córnea.

## Hábitat
Es un pez de mar y de Clima subtropical (20 ° S-40 ° S, 60 ° W-40 ° W) y demersal que vive entre 84 a 160 m de profundidad.

## Distribución geográfica
Se encuentra en el Océano Atlántico suroccidental: desde Río de Janeiro hasta la Argentina.

## Observaciones
Es inofensivo para los humanos.